# Sport-Verein Werder von 1899 Bremen
El SV Werder Bremen, nom complet, Sport-Verein Werder von 1899 Bremen, és un club de futbol professional alemany de la ciutat de Bremen (Estat de Bremen).

## Història
El 4 de febrer de 1899 va ser fundat el club amb el nom de FV Werder. L'any 1920 adoptà el nom de SV Werder Bremen. Acabada la Segona Guerra Mundial, el 1945, el club es reorganitzà, fusionant-se amb TV Vorwärts i Freie Schwimmer 1945 Bremen, per formar el TuS Werder 1945 Bremen. L'any següent fou rebatejat SV Grün-Weiß 1899 Bremen i el mateix any adoptà el seu nom tradicional: SV Werder Bremen.
El club ha guanyat quatre cops la lliga alemanya (la darrera el 2004) i la millor victòria internacional fou el 1992 quan guanyà la Recopa d'Europa.

## Palmarès
- 1 Recopa d'Europa de futbol: 1991-92.
- 1 Copa Intertoto: 1998.
- 4 Lliga alemanya de futbol: 1965, 1988, 1993, 2004.
- 6 Copa alemanya de futbol: 1961, 1991, 1994, 1999, 2004, 2009.
- 1 Copa de la Lliga alemanya de futbol: 2006.
- 4 Supercopa alemanya de futbol: 1988, 1993, 1994, 2009

## Jugadors

### Plantilla 2024-25
A 3 febrer 2025 
| N. | Pos. | Nac. | Jugador                            |
| -- | ---- | --- | ---------------------------------- |
| 1  | POR  | [[Fitxer:Flag of Germany.svg\|23x15px\|border \|alt=Alemanya\|link=Selecció de futbol d'Alemanya\|{{#if:\|]]        | Michael Zetterer                   |
| 3  | DEF  | [[Fitxer:Flag of Germany.svg\|23x15px\|border \|alt=Alemanya\|link=Selecció de futbol d'Alemanya\|{{#if:\|]]        | Anthony Jung                       |
| 4  | DEF  | [[Fitxer:Flag of Germany.svg\|23x15px\|border \|alt=Alemanya\|link=Selecció de futbol d'Alemanya\|{{#if:\|]]        | Niklas Stark (3r capità)           |
| 5  | DEF  | [[Fitxer:Flag of Germany.svg\|23x15px\|border \|alt=Alemanya\|link=Selecció de futbol d'Alemanya\|{{#if:\|]]        | Amos Pieper                        |
| 6  | MIG  | [[Fitxer:Flag of Denmark.svg\|23x15px\|border \|alt=Dinamarca\|link=Selecció de futbol de Dinamarca\|{{#if:\|]]     | Jens Stage                         |
| 7  | DAV  | [[Fitxer:Flag of Germany.svg\|23x15px\|border \|alt=Alemanya\|link=Selecció de futbol d'Alemanya\|{{#if:\|]]        | Marvin Ducksch                     |
| 8  | DEF  | [[Fitxer:Flag of Germany.svg\|23x15px\|border \|alt=Alemanya\|link=Selecció de futbol d'Alemanya\|{{#if:\|]]        | Mitchell Weiser                    |
| 9  | DAV  | [[Fitxer:Flag of Portugal.svg\|23x15px\|border \|alt=Portugal\|link=Selecció de futbol de Portugal\|{{#if:\|]]      | André Silva (cedit pel RB Leipzig) |
| 10 | MIG  | [[Fitxer:Flag of Germany.svg\|23x15px\|border \|alt=Alemanya\|link=Selecció de futbol d'Alemanya\|{{#if:\|]]        | Leonardo Bittencourt               |
| 11 | DAV  | [[Fitxer:Flag of Germany.svg\|23x15px\|border \|alt=Alemanya\|link=Selecció de futbol d'Alemanya\|{{#if:\|]]        | Justin Njinmah                     |
| 13 | DEF  | [[Fitxer:Flag of Serbia.svg\|23x15px\|border \|alt=Sèrbia\|link=Selecció de futbol de Sèrbia\|{{#if:\|]]            | Miloš Veljković (2n capità)        |
| 14 | MIG  | [[Fitxer:Flag of Belgium (civil).svg\|23x15px\|border \|alt=Bèlgica\|link=Selecció de futbol de Bèlgica\|{{#if:\|]] | Senne Lynen                        |
| 15 | DAV  | [[Fitxer:Flag of Scotland.svg\|23x15px\|border \|alt=Escòcia\|link=Selecció de futbol d'Escòcia\|{{#if:\|]]         | Oliver Burke                       |
| 17 | DAV  | [[Fitxer:Flag of Austria.svg\|23x15px\|border \|alt=Àustria\|link=Selecció de futbol d'Àustria\|{{#if:\|]]          | Marco Grüll                        |

| N. | Pos. | Nac. | Jugador                                    |
| -- | ---- | --- | ------------------------------------------ |
| 19 | DEF  | [[Fitxer:Flag of Germany.svg\|23x15px\|border \|alt=Alemanya\|link=Selecció de futbol d'Alemanya\|{{#if:\|]]                                | Derrick Köhn (cedit pel Galatasaray)       |
| 20 | MIG  | [[Fitxer:Flag of Austria.svg\|23x15px\|border \|alt=Àustria\|link=Selecció de futbol d'Àustria\|{{#if:\|]]                                  | Romano Schmid                              |
| 22 | DEF  | [[Fitxer:Flag of Argentina.svg\|23x15px\|border \|alt=Argentina\|link=Selecció de futbol de l'Argentina\|{{#if:\|]]                         | Julián Malatini                            |
| 25 | POR  | [[Fitxer:Flag of Germany.svg\|23x15px\|border \|alt=Alemanya\|link=Selecció de futbol d'Alemanya\|{{#if:\|]]                                | Markus Kolke                               |
| 26 | DAV  | [[Fitxer:Flag of the United States.svg\|23x15px\|border \|alt=Estats Units d'Amèrica\|link=Selecció de futbol dels Estats Units\|{{#if:\|]] | Joel Imasuen                               |
| 27 | DEF  | [[Fitxer:Flag of Germany.svg\|23x15px\|border \|alt=Alemanya\|link=Selecció de futbol d'Alemanya\|{{#if:\|]]                                | Felix Agu                                  |
| 28 | MIG  | [[Fitxer:Flag of France (1794–1815, 1830–1974).svg\|23x15px\|border \|alt=França\|link=Selecció de futbol de França\|{{#if:\|]]             | Skelly Alvero                              |
| 29 | DEF  | [[Fitxer:Flag of Burkina Faso.svg\|23x15px\|border \|alt=Burkina Faso\|link=Selecció de futbol de Burkina Faso\|{{#if:\|]]                  | Issa Kaboré (cedit pel Manchester City FC) |
| 30 | POR  | [[Fitxer:Flag of Germany.svg\|23x15px\|border \|alt=Alemanya\|link=Selecció de futbol d'Alemanya\|{{#if:\|]]                                | Mio Backhaus                               |
| 32 | DEF  | [[Fitxer:Flag of Austria.svg\|23x15px\|border \|alt=Àustria\|link=Selecció de futbol d'Àustria\|{{#if:\|]]                                  | Marco Friedl (capità)                      |
| 33 | DAV  | [[Fitxer:Flag of Germany.svg\|23x15px\|border \|alt=Alemanya\|link=Selecció de futbol d'Alemanya\|{{#if:\|]]                                | Abdenego Nankishi                          |
| 35 | MIG  | [[Fitxer:Flag of Germany.svg\|23x15px\|border \|alt=Alemanya\|link=Selecció de futbol d'Alemanya\|{{#if:\|]]                                | Leon Opitz                                 |
| 42 | DAV  | [[Fitxer:Flag of Germany.svg\|23x15px\|border \|alt=Alemanya\|link=Selecció de futbol d'Alemanya\|{{#if:\|]]                                | Keke Topp                                  |

## Entrenadors
- 1963-1965 : Willi Multhaup
- 1965-1967 : Günter Brocker
- 1976-1969 : Fritz Langner
- 1969-1970 : Fritz Rebell
- 1970 : Hans Tilkowski
- 1970-1971 : Robert Gebhardt
- 1971 : Willi Multhaup
- 1971-1972 : Sepp Piontek
- 1972 : Fritz Langner
- 1972-1975 : Sepp Piontek
- 1975-1976 : Herbert Burdenski
- 1976 : Otto Rehhagel
- 1976-1977 : Hans Tilkowski
- 1978 : Fred Schulz
- 1978-1980 : Wolfgang Weber
- 1980 : Fritz Langner
- 1980-1981 : Kuno Klötzer
- 1981-1995 : Otto Rehhagel
- 1996 : Aad de Mos
- 1996-1997 : Hans-Jürgen Dörner
- 1997-1998 : Wolfgang Sidka
- 1998-1999 : Felix Magath
- 1999-2013 : Thomas Schaaf
- 2013-2014 : Robin Dutt
- 2014-2016 : Viktor Skrypnyk
- 2016-2017 : Alexander Nouri
- 2017- 2021 : Florian Kohfeldt
- 2021: Thomas Schaaf
- 2021: Markus Anfang
- 2021: Danijel Zenković
- 2021-actualitat: Ole Werner

## Jugadors destacats
| - Ailton - Klaus Allofs - Mario Basler - Frank Baumann - Günter Bernard - Marco Bode - Uli Borowka | - Tim Borowski - Rune Bratseth - Dieter Burdenski - Ángelos Charistéas - Diego - Dieter Eilts - Torsten Frings | - Günter Hermann - Andreas Herzog - Horst Höttges - Valérien Ismaël - Ivan Klasnić - Mladen Krstajic - Miroslav Klose | - Per Mertesacker - Johan Micoud - Benno Möhlmann - Frank Neubarth - Yasuhiko Okudera - Frank Ordenewitz - Hany Ramzy | - Oliver Reck - Karl-Heinz Riedle - Wynton Rufer - Willi Schröder - Arnold Pico Schütz - Rudi Völler - Mirko Votava - Mesut Özil |